# Беллин, Яна
Яна Беллин (англ. Jana Bellin; при рождении Малипетрова; по первому мужу Хартстон; по второму Майлс; род. 9 декабря 1947, Прага) — английская шахматистка, гроссмейстер среди женщин (1982).
Чемпионка ЧССР (1965 и 1967). С 1970 в Великобритании; многократная победительница чемпионатов Англии. С 1966 участница ряда олимпиад; в составе команд ЧССР (1966 и 1969) и Англии — с 1972 (в 1976 показала лучший результат на 1-й доске). Участница 3 межзональных турниров: Менорка (1973) — 6—7-е; Росендал (1976) — 6-е; Рио-де-Жанейро (1979) — 11-е места.

## Изменения рейтинга
| Графики недоступны из-за технических проблем. См. информацию на Фабрикаторе и на mediawiki.org. |